# Арденно
Арде́нно (итал. Ardenno) — город в Италии, в провинции Сондрио области Ломбардия.
Население составляет 3 120 человек, плотность населения — 184 чел./км². Занимает площадь 17 км². Почтовый индекс — 23011. Телефонный код — 00342.
Покровителем коммуны почитается святой Лаврентий, празднование 10 августа.